# 章蕴
章蕴（1905年—1995年），原名杜韫章，湖南长沙人，中国近代妇女活动家。中共南京特委书记李耘生之妻。

## 生平
章蕴于1925年在汉口加入中国共产党，第一次国共合作期间曾任国民党特别市党部妇女部部长。后又任汉口市乔口特区委组织部长、妇女部长。1936年起，历任中共中心县委书记，东南分局妇委负责人，苏南区党委委员、妇女部长，苏中区第二地委书记，苏中区党委组织部长、妇女部长等。国共内战期间，任华中分局委员、妇女部长，华东局妇女部长，豫皖苏区党委副书记、第三野战军妇女干部学校校长等。
中华人民共和国成立后，出任华东局妇委书记、上海市委妇委书记。1953年出任全国妇联副主席、党组副书记，并兼任全国妇联秘书长。文化大革命期间遭受迫害。文革结束后于1978年出任中纪委副书记。1982年起任中顾委委员。1995年逝世。